# Federalne Ministerstwo Finansów

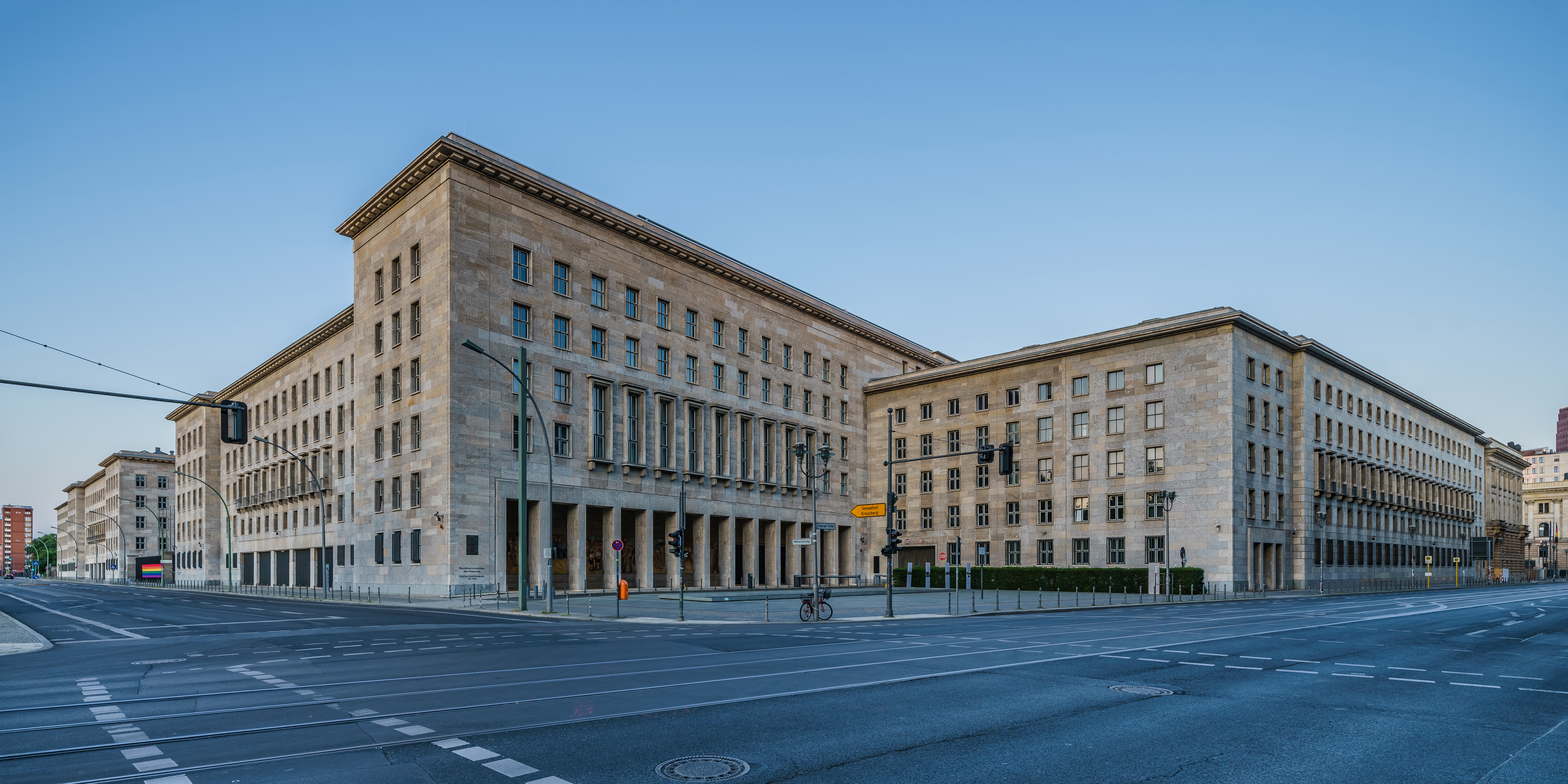
Federalne Ministerstwo Finansów, Detlev-Rohwedder-Haus, Berlin

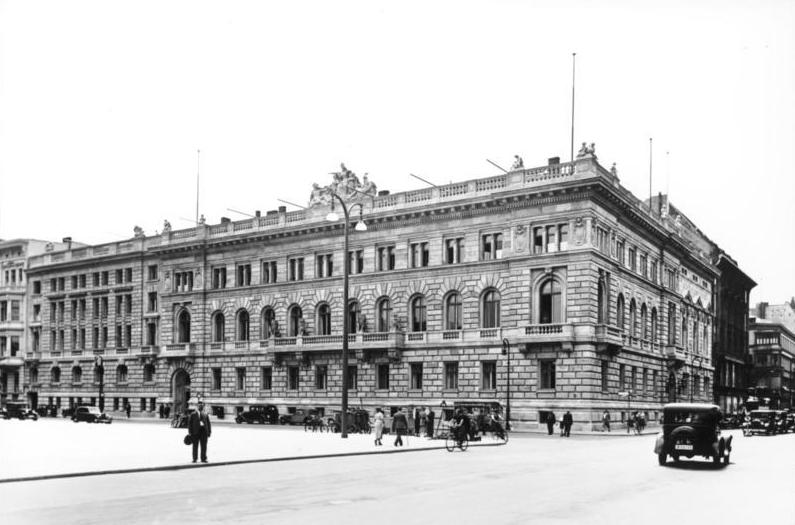
Ministerstwo Finansów Rzeszy (Reichsfinanzministerium) przy Wilhelmstraße w Berlinie, 1930

Federalne Ministerstwo Finansów (niem. Bundesministerium der Finanzen albo Bundesfinanzministerium, w skrócie: BMF) – ministerstwo Republiki Federalnej Niemiec odpowiadające za prowadzenie polityki fiskalnej.
Główna siedziba ministerstwa znajduje się w Berlinie przy Leipziger Straße 5–7, w byłej siedzibie m.in. Ministerstwa Lotnictwa Rzeszy i Radzieckiej Administracji Wojskowej w Niemczech.

## Federalni ministrowie finansów Republiki Federalnej Niemiec (od 1949)
- Fritz Schäffer 1949-1957
- Franz Etzel 1957-1961
- Heinz Starke 1961-1962
- Rolf Dahlgrün(inne języki) 1962-1966
- Kurt Schmücker(inne języki) 1966
- Franz Josef Strauß 1966-1969
- Alex Möller(inne języki) 1969-1971
- Karl Schiller(inne języki) 1971-1972
- Helmut Schmidt 1972-1974
- Hans Apel(inne języki) 1974-1978
- Hans Matthöfer(inne języki) 1978-1982
- Manfred Lahnstein(inne języki) 1982
- Gerhard Stoltenberg 1982-1989
- Theo Waigel 1989-1998
- Oskar Lafontaine 1998-1999
- Hans Eichel 1999-2005
- Peer Steinbrück 2005-2009
- Wolfgang Schäuble 2009-2017
  - Peter Altmaier (p.o)
- Olaf Scholz 2018-2021
- Christian Lindner 2021–2024
- Jörg Kukies 2024–2025
- Lars Klingbeil od 2025

## Ministrowie finansów Niemieckiej Republiki Demokratycznej (1949-1990)
- Hans Loch 1949-1955
- Willy Rumpf(inne języki) 1955-1966
- Siegfried Böhm(inne języki) 1966-1980
- Werner Schmieder(inne języki) 1980-1981
- Ernst Höfner(inne języki) 1981-1989
- Uta Nickel(inne języki) 1989-1990
- Walter Romberg 1990
- Werner Skowron(inne języki) 1990

## Ministrowie finansów (1918-1945)
- Philipp Scheidemann 1918-1919
- Eugen Schiffer(inne języki) 1919
- Bernhard Dernburg(inne języki) 1919
- Matthias Erzberger 1919-1920
- Joseph Wirth 1920-1921
- Andreas Hermes(inne języki) 1921-1923
- Rudolf Hilferding 1923
- Hans Luther 1923-1925
- Otto von Schlieben(inne języki) 1925
- Hans Luther (p.o. ministra) 1925-1926
- Peter Reinhold(inne języki) 1926-1927
- Heinrich Köhler(inne języki) 1927-1928
- Rudolf Hilferding 1928-1929
- Paul Moldenhauer(inne języki) 1929-1930
- Hermann R. Dietrich 1930-1932
- Lutz Graf Schwerin von Krosigk 1932-1945

## Sekretarze finansów (1880-1918)
- Adolf Scholz 1880-1882
- Franz von Burchard 1882-1886
- Karl Jacobi 1886-1888
- Baron Helmuth von Maltzahn 1888-1893
- Hrabia Arthur von Posadowsky-Wehner 1893-1897
- Baron Max von Thielmann(inne języki) 1897-1903
- Baron Hermann von Stengel(inne języki) 1903-1908
- Reinhold Sydow(inne języki) 1908-1909
- Adolf Wermuth 1909-1912
- Hermann Kühn(inne języki) 1912-1915
- Karl Helfferich 1915-1916
- Hrabia Siegfried von Roedern(inne języki) 1916-1918